# Tessa (rapper)
Tessa, pseudonimo di Theresa Ann Fallesen (Copenaghen, 8 settembre 1997), è una rapper danese.

## Biografia
Originaria del ghetto copenaghense di Askerød, è divenuta nota con la pubblicazione di freestyle di svariati brani di Nicki Minaj, artista da lei definita «idolo», tramite Instagram.
Ha intrapreso la carriera musicale nel 2019, firmando un contratto discografico con la Artcore e la divisione danese dell'Universal. Okay, secondo singolo della rapper, è divenuto il suo primo ingresso nella Hitlisten dopo aver debuttato al 25º posto e ha conseguito la certificazione d'oro dalla IFPI Danmark con oltre 45 000 unità di vendita. Il pezzo successivo ha trovato un maggior successo; collezionando il doppio platino per aver superato la soglia delle 180 000 unità vendute, posizionandosi in top five nella hit parade nazionale e in 18ª posizione nella classifica di fine 2020. La popolarità riscontrata in quest'ultimo anno le ha consentito di essere candidata per quattro premi all'equivalente danese dei Grammy Award, di cui uno al miglior solista; aggiudicandosi il riconoscimento di rivelazione dell'anno. Tessa è stata l'artista femminile danese con il maggior numero di riproduzioni streaming raccolte in Danimarca del 2020 secondo il gruppo nazionale dell'International Federation of the Phonographic Industry.
Nei primi giorni di luglio 2021 si è esibita per la seconda volta al Roskilde Festival, mentre nella stagione autunnale seguente ha tenuto i suoi primi concerti da headliner. Il 14 novembre 2021 ha conseguito l'MTV Europe Music Award al miglior artista nordico a Budapest, in Ungheria, segnando la prima vittoria per un artista danese in determinata categoria in vent'anni; e il sabato successivo le è stato conferito il Danish Music Award all'artista rivelazione dal vivo dell'anno. La IFPI Danmark le ha assegnato quattro ulteriori dischi di platino e quattro d'oro, equivalenti a 540 000 unità certificate in singoli. Nella Hitlisten, invece, ha piazzato altri undici ingressi nella top ten in circa quattro anni.
Durante la prima metà del 2023 è uscito Tessas hævn, il suo album in studio d'esordio, che ha esordito sul podio della classifica LP nazionale ed è stato certificato platino dalla IFPI Danmark.

## Discografia

### Album in studio
- 2023 – Tessas hævn

### Singoli
- 2019 – Snakker for meget
- 2019 – Okay
- 2019 – Ben
- 2019 – Fuck Dem Freestyle
- 2019 – Sjakalina
- 2020 – Så'n der
- 2020 – Glo på mig
- 2020 – Bål
- 2020 – Ghetto Fabulous
- 2020 – Til banken (con Natasja e Karen Mukupa)
- 2020 – Blæstegnen (con Orgi-E)
- 2021 – Set mer (con Jesper Livid)
- 2021 – Mums
- 2021 – Nasty sommer/Hallo Kitty (con Kewan Ligger Beatet Normal)
- 2021 – Luftkys (con Burhan G)
- 2021 – Colombiano (con Alberto)
- 2022 – Lågus for evigt (con gli Specktors e TopGunn)
- 2022 – Engangspik
- 2022 – Farver (feat. Asbjørn)
- 2022 – TCM
- 2023 – Betalt (con Lamin e Benny Jamz)
- 2023 – Hustle & kærlighed (con Kesi e Icekiid)
- 2023 – Fløjt'ne (con Kidd e DJ Aligator)
- 2024 – Kitty (con Dibset)
- 2024 – Rick Ross Pt. 2 (con Medina)
- 2024 – Beskidt:Sex:RenLove
- 2024 – Private Party (con Rune Rask e Klamfyr)